# Jesús Villar Notario
Jesús Javier Villar Notario (Jaca, 1964) és un polític valencià, alcalde de Sant Vicent del Raspeig (l'Alacantí) de 2015 a 2023. Va ser jugador i entrenador de Divisió d'Honor d'hoquei herba amb l'Atlètic Sant Vicent i és tècnic del Servei d'Esports de la Universitat d'Alacant.
Malgrat que la seva família era de Sant Vicent del Raspeig, Jesús Villar va nàixer a Jaca per un trasllat laboral del seu pare fins que amb 7 anys es va mudar al poble. Militant del PSPV-PSOE des de 2006, és regidor de l'ajuntament de Sant Vicent des de les eleccions de 2007 i accedeix a l'alcaldia a les eleccions de 2015 amb el suport de Guanyar-Esquerra Unida, Si se puede-Podem i Compromís, aconseguint apartar a l'anterior alcaldessa Luisa Pastor del Partit Popular després de 14 anys de mandat ininterromput.